# Пустиње умереног појаса
Пустиње умереног појаса се налазе између 30° и 50° с. г. ш и ј. г. ш. у смеру полова суптропских подручја вишег ваздушног притиска. Те су пустиње у унутрашњим развођима далеко од океана, па имају широк распон годишњих температура. Сонорска пустиња на југозападу Северне Америке је типична пустиња умерених ширина. Пустиња Тенгер у Кини је такође један пример.